# Edema
|  | No s'ha de confondre amb Ènema. |

Un edema  és un signe clínic consistent en l'acumulació de líquid en l'espai tissular intercel·lular o intersticial. El terme hidropesia s'utilitza per designar l'acumulació de líquid en les cavitats de l'organisme, si bé és un terme poc emprat.
Causes principals d'edema són la inflamació, insuficiència venosa, insuficiència cardíaca, insuficiència renal, cirrosi hepàtica, trombosi venosa, síndrome nefròtica, malnutrició, o retenció de sodi.

## Homeòstasi de fluids corporals
En general, la quantitat de líquid intersticial està definit per l'equilibri de líquids corporals, mitjançant el mecanisme d'homeòstasi. A la pràctica, la distribució de líquids en el cos segueix la regla 60-40-20. Per a un individu normal, aproximadament el 60% del pes corporal és aigua; aproximadament el 40% és intracel·lular, i el 20% és extracel·lular. Com 1 L d'aigua pesa 1 kg, es dedueix que el 60% d'una persona de 70 kg són 42 kg (o 42 L) d'aigua corporal total. Si el 40% de l'aigua corporal és intracel·lular, llavors el volum intracel·lular és aproximadament 28 L, i el volum extracel·lular aproximadament 14 L, que es reparteix entre el volum intravascular (el plasma sanguini, que representa el 25%: uns 4 L) i extravascular (el líquid intersticial, el 75% restant: 10 L).
Els fluids dels compartiments intravascular i extravascular s'intercanvien fàcilment per mantenir l'equilibri indicat. El fluid intravascular surt dels vasos sanguinis (fonamentalment a través dels capil·lars) i entra en l'espai intersticial. Aquest és el procés de filtració de fluids. S'estima que, en un òrgan típic, aproximadament un 1% de plasma es filtra cap a l'espai intersticial. En condicions normals, perquè l'organisme estigui en equilibri, el mateix líquid que surt dels vasos sanguinis cap a l'espai intersticial ha de tornar a la vasculatura. Hi ha dues vies per les quals el fluid retorna a la sang:
- La major part del fluid es reabsorbeix en el segment final dels capil·lars o en les vènules a continuació, però, la taxa de reabsorció de líquids és menor que la taxa de filtració, per la qual cosa només cal un segon mecanisme que reculli l'excés de fluid filtrat cap al líquid intersticial;
- El segon mecanisme implica els vasos limfàtics, que recullen l'excedent de fluid intersticial i el converteixen en el sistema venós, a nivell de les venes subclàvies.

L'edema es forma quan es produeix una secreció excessiva de líquid cap a l'espai intersticial o quan aquest no es recupera de forma correcta, bé per problemes de reabsorció o per problemes limfàtics.
Hi ha cinc factors que poden contribuir a la formació d'edema:
1. Per increment de la pressió hidroestàtica o
2. Reducció de la pressió oncòtica en els vasos sanguinis;
3. Per augment en la permeabilitat de la paret dels vasos sanguinis, com succeeix en la inflamació;
4. Per obstrucció de la recollida de fluids via el sistema limfàtic, o,
5. Per canvis en les propietats de retenció d'aigua dels teixits.

Una pressió hidroestàtica elevada sovint reflecteix un augment en la retenció d'aigua i sodi pels ronyons.
Una pressió oncòtica reduïda pot ser degut a un defecte de síntesi de proteïnes plasmàtiques en el fetge o una pèrdua excessiva de proteïnes a nivell renal, com passa en la síndrome nefròtica.
Al limfedema, el sistema limfàtic es troba obstruït, bé perquè està malmès (a causa d'una infecció, per exemple), bé per l'existència de malformacions.
Pel que fa a l'edema d'origen inflamatori, és causat per una molècula produïda pels mastòcits i basòfils, la histamina, que dilata les arterioles i augmenta la permeabilitat de les vènules, el que afavoreix la sortida de fluid plasmàtic.

## Patogènia de l'edema
La generació de fluid intersticial està regulat per les forces de l'equació de Starling.
{\displaystyle \mathbb {Q} =K_{f}([P_{c}-P_{i}]-R[\pi _{c}-\pi _{i}])}
La pressió hidroestàtica dins dels vasos sanguinis (P  c ) tendeix a fer que l'aigua es filtri cap a l'espai intercel·lular, i d'aquí als teixits. Això genera una diferència en la concentració de proteïnes entre el plasma sanguini i el teixit, que genera una pressió oncótica (π  c ): la concentració de proteïnes en el plasma tendeix a reabsorbir l'aigua de tornada des dels teixits cap al plasma. L'equació de Starling estableix que la taxa de flux de fluid ve definida per la diferència entre les dues pressions (la hidroestàtica i la oncótica) i per la permeabilitat del vas sanguini (K  f ). La resultant de les dues pressions determina el sentit del flux. La major part del flux d'aigua passa en els capil·lars, o en les vènulas postcapil·lars, que tenen una paret semipermeable que permet passar l'aigua més fàcilment que les proteïnes. Es diu que les proteïnes són "reflectides", perquè no poden passar lliurement, i l'eficiència de la reflexió ve donada per una constant (R), de valor màxim 1. Si les separacions entre les cèl·lules que formen el vas s'obren, la permeabilitat a l'aigua augmenta en primer lloc, però a mesura que les obertures augmenten de grandària, la permeabilitat a les proteïnes augmenta també.
Els canvis en les variables de l'equació de Starling poden contribuir a la formació d'edema, bé per augment en la pressió hidroestàtica dins del vas (que impulsarà l'aigua cap a l'espai intercel·lular), un descens en la pressió oncótica a l'interior del vas o un augment en la permeabilitat de la paret del vas. Això últim té dos efectes: permet a l'aigua fluir amb més llibertat i redueix la diferència de pressió oncótica, en permetre a les proteïnes sortir del vas amb més facilitat.
En forma resumida els efectes principals de l'edema són:
a. - Augment de la pressió hidroestàtica de la sang en la microcirculació:
* Per augment de la pressió venosa, com passa a la insuficiència cardíaca, la Hipervolemia (augment del volum sanguini), obstrucció venosa (per trombosi venosa o compressió), incompetència de les vàlvules venoses (el cas de les varius) o l'efecte de la gravetat;
* Per augment de la pressió arterial, com passa a la hipertensió arterial;
* Per disminució de la resistència arterial (per causa fisiològica o farmacològica);
b. - Augment de la permeabilitat capil·lar, per dany vascular (per exemple, en cremada sobre traumatismes) o a causa de la presència d'inflamació;
c. - Disminució del nivell de proteïnes plasmàtiques, sobretot albúmina. Quan disminueix el nivell de proteïnes disminueix la pressió oncòtica, com passa a la cirrosi hepàtica, malnutrició, cremades i síndrome nefròtica.
d. - Bloqueig del drenatge limfàtic (limfedema), per traumatismes, inflamació de les vies limfàtiques o invasió d'aquestes per paràsits (per exemple, filariosi).
L'edema pot danyar els òrgans afectats i en alguns casos, causar la mort:
- L'edema cerebral pot causar apoptosi cel·lular, per un augment de la pressió hidroestàtica sobre les neurones i isquèmia dels teixits per compressió dels vasos sanguinis, la qual cosa pot ser mortal;
- L'edema pulmonar pot amenaçar la vida del pacient perquè l'intercanvi de gasos està afectat;
- Fins i tot en òrgans amb capacitat d'adaptació com la pell i el múscul esquelètic, l'edema sever pot conduir a la necrosi del teixit (gangrena).

El tractament de l'edema depèn de la causa que l'ha generat i, per tant, pot ser molt variable.

## Tipus d'edema

Edema periorbital produït per una inflamació.

### Segons la temperatura
L'edema es pot presentar fred o calent.
L'edema calent, constitueix el típic edema inflamatori. En són exemples:
- Generalitzat: per cremada solar.
- Localitzat: per picada d'insecte, per infecció cutània.

### Segons l'extensió

#### Edema generalitzat
També denominat sistèmic, que quan és intens provoca una inflor difusa de tots els teixits i òrgans del cos, especialment el teixit cel·lular subcutani, s'anomena llavors anasarca.
En la insuficiència cardíaca, es produeix un augment en la pressió hidroestàtica, mentre que en la síndrome nefròtica i la insuficiència hepàtica es produeix una caiguda de la pressió oncòtica. Es considera que aquestes patologies expliquen l'aparició d'edema, encara que la situació podria ser més complexa.
En aquests casos, es pot produir edema en múltiples òrgans i en els membres perifèrics. Per exemple, una fallada cardíaca important pot causar edema pulmonar, pleural, ascites i edema perifèric.
En el cas de la síndrome nefròtica, l'edema apareix normalment abans que els nivells de proteïna en l'orina siguin prou elevats com per explicar per si sol l'aparició d'edema a causa de la disminució de la pressió oncòtica. Això és perquè en aquesta síndrome, a més de les alteracions de la permeabilitat glomerular, també es produeix un augment de la permeabilitat vascular general, el que augmentaria la filtració cap a l'espai intersticial, produint l'edema.

#### Edema localitzat
Es produeix en una part del cos, per exemple davant d'una inflamació o inflor d'una cama en cas de trombosi venosa.
L'edema localitzat es deu principalment a la disminució de la circulació limfàtica i l'augment de la pressió venosa en el segment afectat, bé per obstrucció o bloqueig limfàtics, en el primer cas, o per obstrucció (deguda a la presència d'un trombe, per exemple) o compressió d'un o diversos troncs venosos corresponents a un segment del cos. Aquests edemes que es produeixen per circumstàncies principalment mecàniques es diuen edemes mecànics.
L'edema localitzat també pot deure a un augment de la permeabilitat capil·lar limitat a una sola àrea o regió, més aviat circumscrita, per causa inflamatòria (edema inflamatori) o al·lèrgica (edema angioneuròtic).

##### Localitzacions

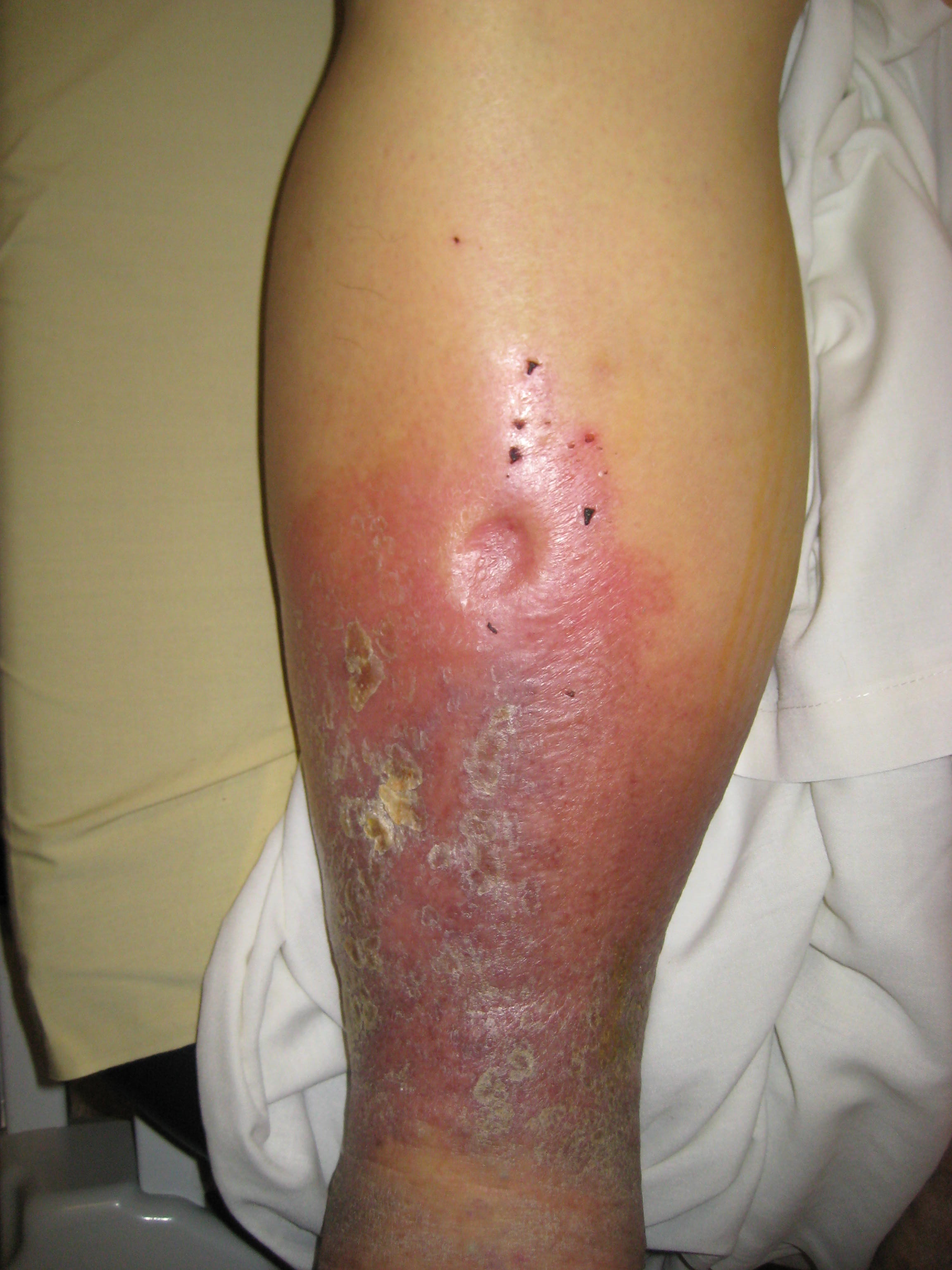
Profund edema de l'extremitat inferior d'una persona amb fallada hepàtica crònica, amb signes de estasi venosa també presents.

Alguns exemples d'edema en òrgans específics:
- Ascites: acumulació de líquid en la cavitat peritoneal.
- Hidrotòrax: acumulació de líquid transsudat en la cavitat pleural o toràcica.
- Hidropericardi o embassament pericardíac: acumulació de líquid en la cavitat pericardíaca.
- Hidrocefàlia: dilatació dels ventricles cerebrals per acumulació de líquid cefalorraquidi.
- Limfedema: acumulació de limfa en el teixit cel·lular subcutani supraaponeuròtic dels membres, per defecte del sistema limfàtic. Això pot ser degut a obstrucció, per exemple a causa de la pressió exercida per un càncer, per exèresi dels ganglis en una intervenció quirúrgica per càncer, la presència de ganglis limfàtics inflamats, la destrucció dels vasos limfàtics per radioteràpia o la infiltració dels vasos limfàtics per una infecció. El més freqüent és la fallada en el sistema de bombament del sistema limfàtic, a causa de la immobilitat, com passa en els casos d'esclerosi múltiple o paraplegia.
- Edema pulmonar: acumulació de líquid (transsudat) en els pulmons, en l'espai intersticial del parènquima pulmonar, que pot arribar també a ocupar l'espai alveolar. Passa per un augment brusc de la pressió (per sobre de 18 mmHg) en els capil·lars pulmonars. Aquest augment de pressió en els vasos pulmonars es deu a l'obstrucció per extreure la sang via les venes pulmonars. Això es deu normalment a una insuficiència del ventricle esquerre. També pot ocórrer a causa del mal d'altura (edema pulmonar d'altitud) o per la inhalació de productes tòxics. L'edema pulmonar produeix insuficiència respiratòria.
- Edema macular: acumulació anormal de líquid en les capes de la retina (en la màcula). El líquid ve dels vasos sanguinis, les parets tenen una funció inadequada a causa de la diabetis mellitus. És una complicació de la retinopatia diabètica.
- Edema periorbitari: al voltant dels ulls. Apareixen inflats de forma més evident immediatament després d'aixecar-se, a causa de la redistribució gravitacional de fluids en passar de la posició vertical a l'horitzontal.
- Edemes cutanis comuns s'observen amb picades de mosquit, aranya, vespa o abella, i contacte de la pell amb certes plantes, com l'ortiga.

El mixedema no constitueix un tipus d'edema, ja que en aquesta afecció (que apareix en l'hipotiroïdisme) el teixit és infiltrat per una substància mucosa i no per líquid com ocorre en l'edema. Es donen, en alguns casos, edemes generalitzats.

## Seguiment
Els edemes (sobretot a extremitats inferiors) es poden revisar mesurant peròdicament el contorn de la zona afectada amb una cinta mètrica. Aquest efecte és fàcilment apreciable quan es produeix una cremada solar, ja que es produeix edema i enrogiment. Després de prémer amb el dit sobre la cremada, aquesta zona es queda blanca durant un temps fins que torna al seu estat anterior.
L'obesitat suposa un factor de risc en l'aparició tant de limfedemes com d'edemes extensos, per això és important fer un seguiment del pes.